# 豊岡エネルギー
豊岡エネルギー株式会社（とよおかエネルギー）は、兵庫県豊岡市に本社を置く大阪ガス連結子会社のLPガス・一般ガス事業者である。

## 概要
2004年6月大阪ガス豊岡支社の供給事業を継承し、同社100%子会社として設立された。同年10月には、城崎町のガス事業と大阪ガスグループのリキッドガスの豊岡の簡易ガス事業を継承した。都市ガス事業は豊岡地区と城崎地区で、その他の地区では簡易ガスやLPガスの供給を行っている。
城崎温泉地区の旅館や外湯の給湯熱源は重油が主流だったのを、天然ガス化することで、城崎の業務用需要の増加を実現した。

## 沿革
- 2004年（平成16年）6月25日：当社設立（大阪ガス株式会社から分社）
- 2004年（平成16年）10月1日：城崎町営ガスを事業継承

## エリア
都市ガス
- 豊岡市：豊岡本社（豊岡市三坂町6-57）
- 城崎町：城崎事業所（豊岡市城崎町桃島1060番地）

簡易ガス
- 栄町団地：豊岡市栄町
- 県営豊岡一本松団地：豊岡市庄境
- 一本松団地：豊岡市庄境
- 今森団地：豊岡市江本、今森
- ロイヤルヴァンベール神鍋高原：豊岡市日高町東河内
- 高屋団地：豊岡市高屋
- 第2戸牧団地：豊岡市戸牧
- レイセニット城崎：豊岡市小島